# Traugott Konstantin Oesterreich
Traugott Konstantin Oesterreich   (Szczecin, 15 de setembre de 1880 - Tübingen, 28 de juliol de 1949) va ser un psicòleg i filòsof de la religió alemany.
Inicialment, investigà sobre la història de filosofia i participà en els Grudrisse der Geschichte der Philosophie fundats per Freidrich Überweg. Els seus interessos es desplaçaren cap a la teosofia i la parapsicologia. Va argumentar en contra de la filosofia del materialisme.
Va ser l'autor de Die Besessenheit [La possessió] (1921), un llibre sobre la possessió demoníaca . Va ser traduït a l'anglès l'any 1966. William Peter Blatty, autor de The Exorcist, va ser influenciat pel llibre.

## Publicacions
- Kant und die Metaphysik [Kant i la metafísica] (Kantstudien, Ergänzungsheft Nr. 2), Berlín 1906; abans com a impressió de la Dissertació doctoral: Halle 1905.
- Die deutsche Philosophie in der zweiten Hälfte des XIX. Jahrhunderts [La filosofia alemanya en la segona meitat del segle XIX], Tübingen 1910.
- Die Phänomenologie des Ich in ihren Grundproblemen [La fenomenologia del jo en els seus problemes fonamentals] Leipzig 1910.
- Die religiöse Erfahrung als philosophisches Problem . [L'experiència religiosa com a problema filosòfic] Conferència impartida en la Societat Kant de Berlín, el 14 d'abril de 1915.
- Einführung in die Religionspsychologie als Grundlage für Religionsphilosophie und Religionsgeschichte [Introducció a la psicologia de la religió com a fonament de la filosofia de la religió i la història de la religió], Berlín 1917.
- Das Weltbild der Gegenwart [La imatge del món del present] Berlín 1920; 2. Aufl. Berlín 1925.
- Die Besessenheit [La possessió] Langensalza 1921.
- Der Okkultismus im modernen Weltbild [L'ocultisme en la imatge moderna del món] Dresden 1921.
- Die Philosophie des Auslandes vom Beginn des 19. Jahrhunderts bis auf die Gegenwart [La filosofia de l'estranger des de començaments del segle XIX fins a l'actualitat] Überwegs Grundriss der Geschichte der Philosophie, Fünfter Teil. Berlín 1923, beitet von Traugott Konstantin Oesterreich.
- Ocultisme i ciència moderna (1923)
- Die philosophische Bedeutung der mediumistischen Phänomene [El significat filosòfic del fenomen dels mediums]. Erweiterte Fassung des auf dem Zweiten Internationalen Kongress für parapsychologische Forschung in Warschau gehaltenen Vortrags, Stuttgart 1924.
- Grundbegriffe der Parapsychologie. Eine philosophische Studie [Conceptes fonamentals de la parapsicologia. Un estudi filosòfic], Pfullingen 1931.
- Possession: Demoniacal and Other among Primitive Races, in Antiquity, the Middle Ages, and Modern Times [Possessió: demoníaca i altres entre les races primitives, a l'Antiguitat, l'Edat Mitjana i els Temps Moderns] (trad. angl. 1966)